# Hualpén
Hualpén (pronuncia-se /wal'pen/ em espanhol) é uma comuna da província de Concepción, localizada na Região de Biobío, Chile.  Possui uma área de 53,5 km² e uma população de 92.975 habitantes (Pré-censo de 2012). É a menor comuna da província, em termos da área; e a mais jovem.
A comuna limita-se: a oeste com o Oceano Pacífico; a norte com Talcahuano; a leste com Concepción; a sul com San Pedro de la Paz.
Hualpén faz parte da Grande Concepción, a região metropolitana da província de Concepción.

## Limites comunais
Coordenadas 36°47′32″S 73°05′44″O
- Com Talcahuano

O limite administrativo com Talcahuano, de oeste para leste é:
- Camino a Lenga (Caminho a Lenga).
- Avenida Las Golondrinas (Avenida As Andorinhas).
- Avenida Libertador Bernardo O'Higgins (Avenida Libertador Bernardo O'Higgins).
- Autopista Concepción - Talcahuano (Autoestrada Concepción - Talcahuano).
- Com Concepción

Hualpén faz limite com a comuna de Concepción. O fronteira com esta comuna é na:
- Avenida Jorge Alessandri Rodríguez (Avenida Jorge Alessandri Rodríguez).
- E com San Pedro de la Paz

Faz fronteira com o:
- Rio Biobío até o sul e, atravessando este rio, poderia se dizer que faz fronteira com a comuna de San Pedro de la Paz.

## Transporte

### Em ônibus
Os Buses Licitados del Gran Concepción. (Os Ônibus Licitados da Grande Concepción). Linhas:
| - Buses Lan-B Puerto (01) (fora de serviço), - Hualpensán (02), - Nueva Sotrapel (14), - Ruta Las Playas (30), - Las Golondrinas (40), | - Buses Mini Verde (41), - Mini Buses Hualpencillo (42), - Flota Las Lilas (43), - Flota Centauro (44), - Buses Tucapel (60), | - Buses Cóndor (65), - Buses Puchacay (71), - Vía Del Sol (81) e - Nueva Sol Yet (90). |

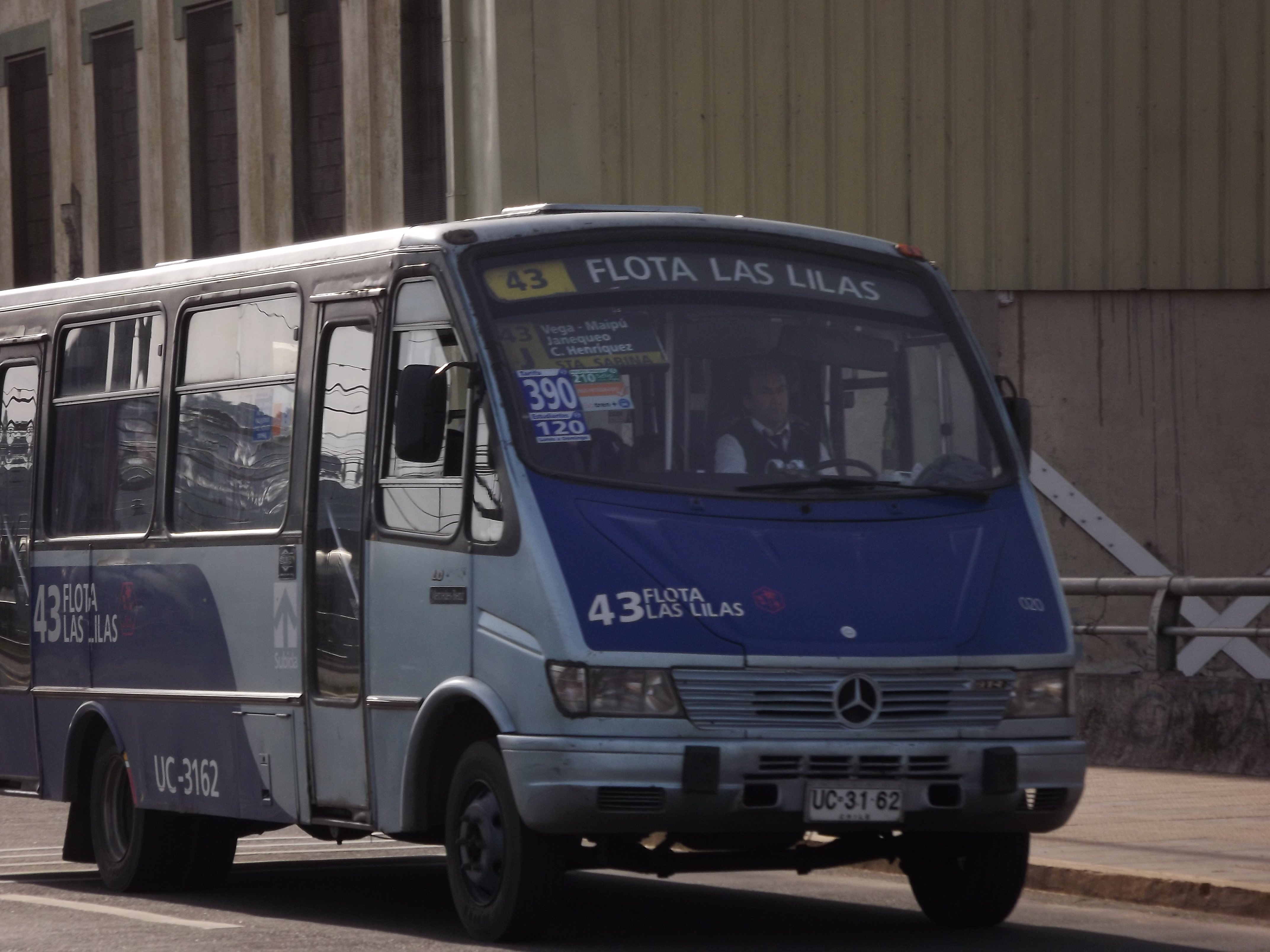
Linha 43 Flota Las Lilas.

Há também transporte em táxis.

### NoBiotrén

Símbolo do Biotrén.

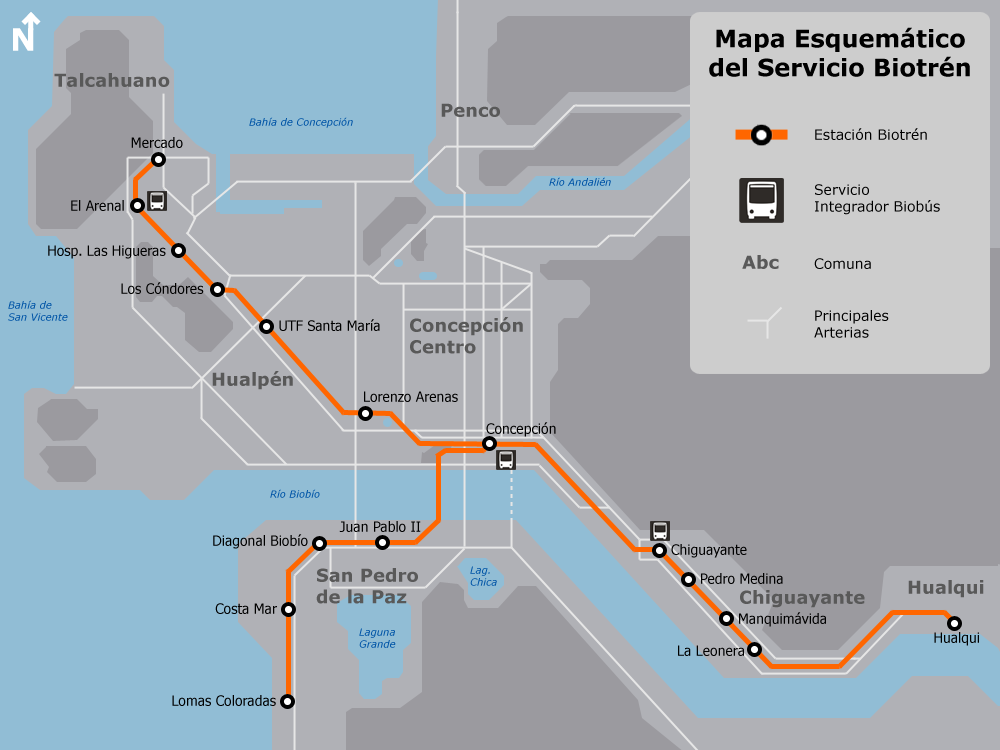
Localização no mapa da Estação UTFSM a noroeste, do Biotrén.

A estação UTFSM. Na antiga estação Los Perales. Esta faz fronteira com a cidade de Talcahuano. Fica perto dela, a Universidade Técnica FSM.
De noroeste para sudeste, a Bio-estação anterior é Los Cóndores (de Talcahuano), e a seguinte é Lorenzo Arenas (de Concepción).

## Etimologia

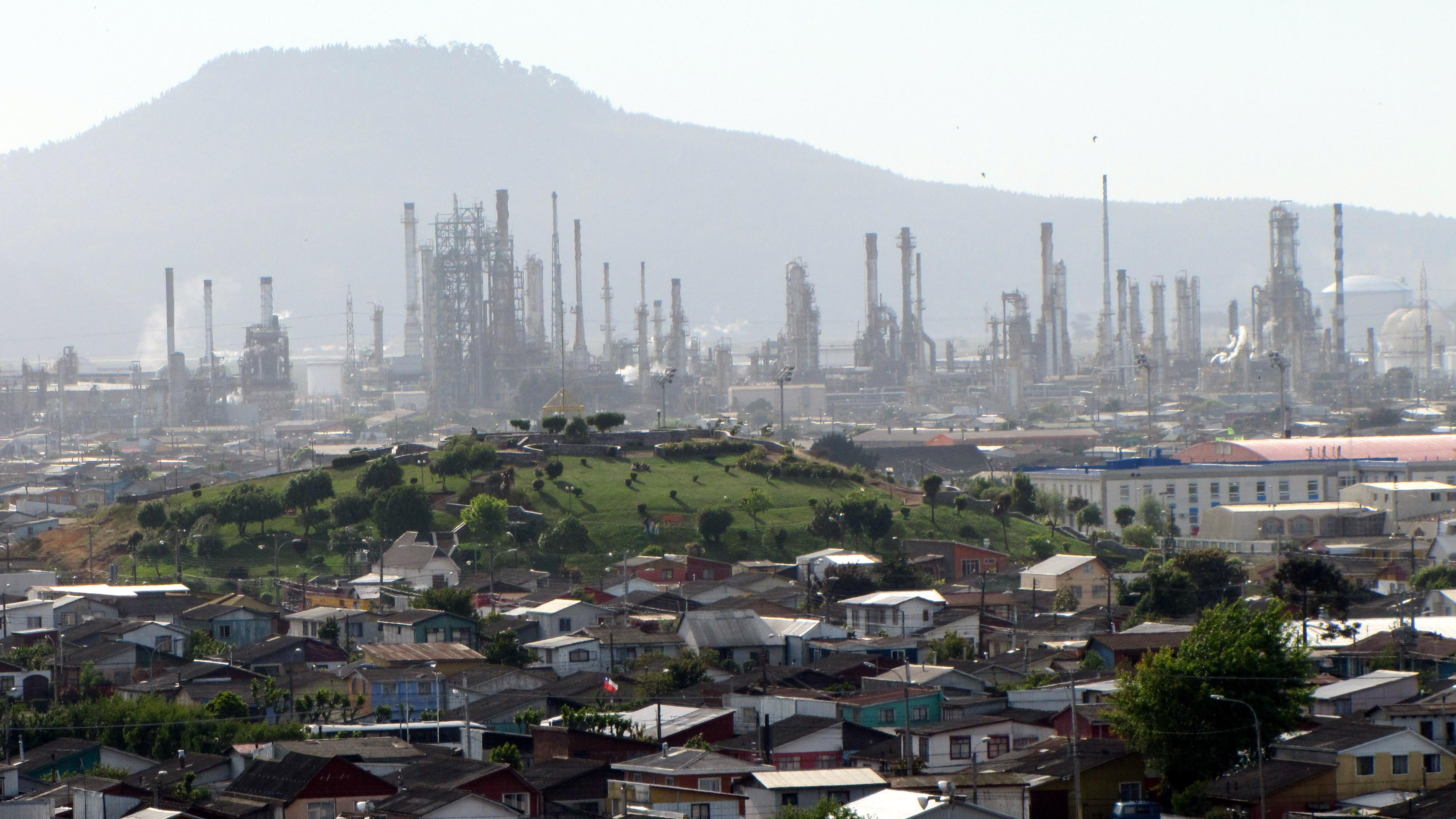
Panorâmica de Hualpén com vista a oeste. Pode-se apreciar o Morro Amarelo, a Refinaria ENAP e o morro Teta del Biobío Norte (em segundo plano).

Hualpén (ou 'Ualpen', "Ualpém" com ortografia portuguesa) é uma voz do mapudungun (com ortografia do espanhol), onde wall é: ao redor, e pen é: ver, encontrar. O significado é: «Olhe ao [seu] redor».
, ou também, vigia, aludindo aos picos dessa península, chamados de "Las Tetas del Biobío" (em português, Os Cumes do Biobío), pois acima desses picos (ou cumes) pode se ver toda a área de Hualpén, como um guarda cuida de algum local privado na actualidade.

## Locais e turismo

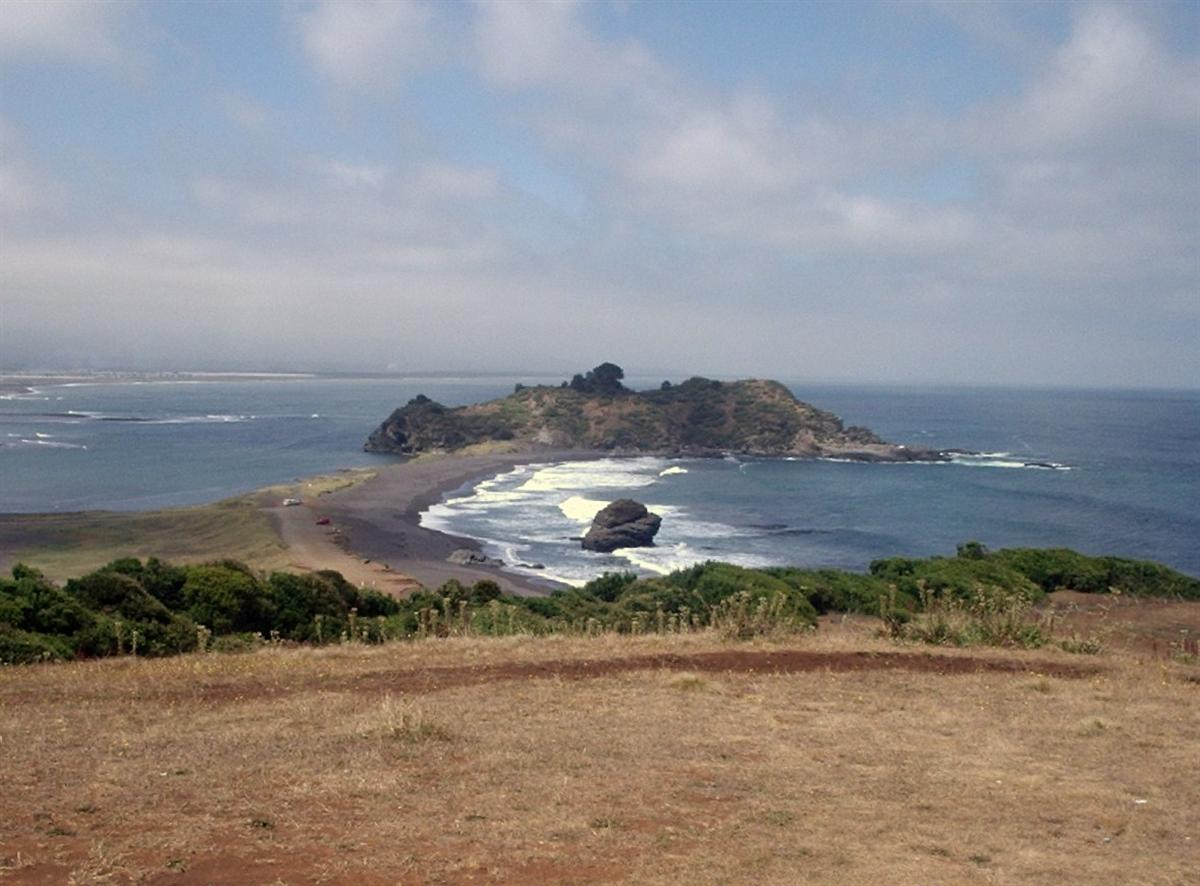
Desembocadura do Rio Biobío.

A Praia Rocoto

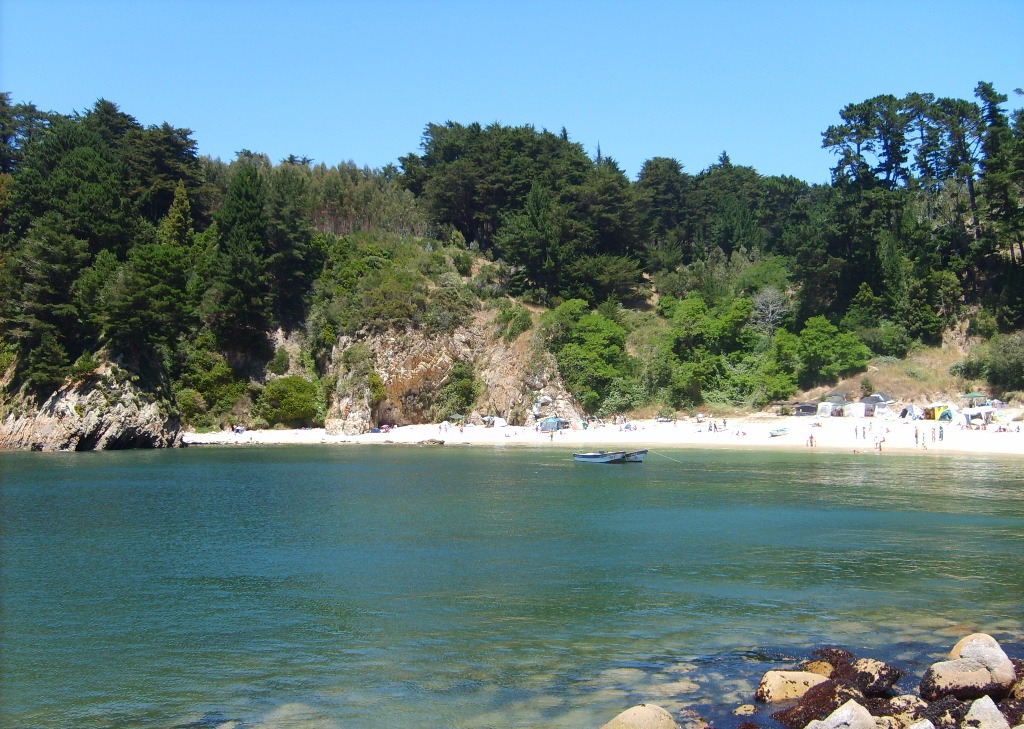
A Praia Ramuntcho

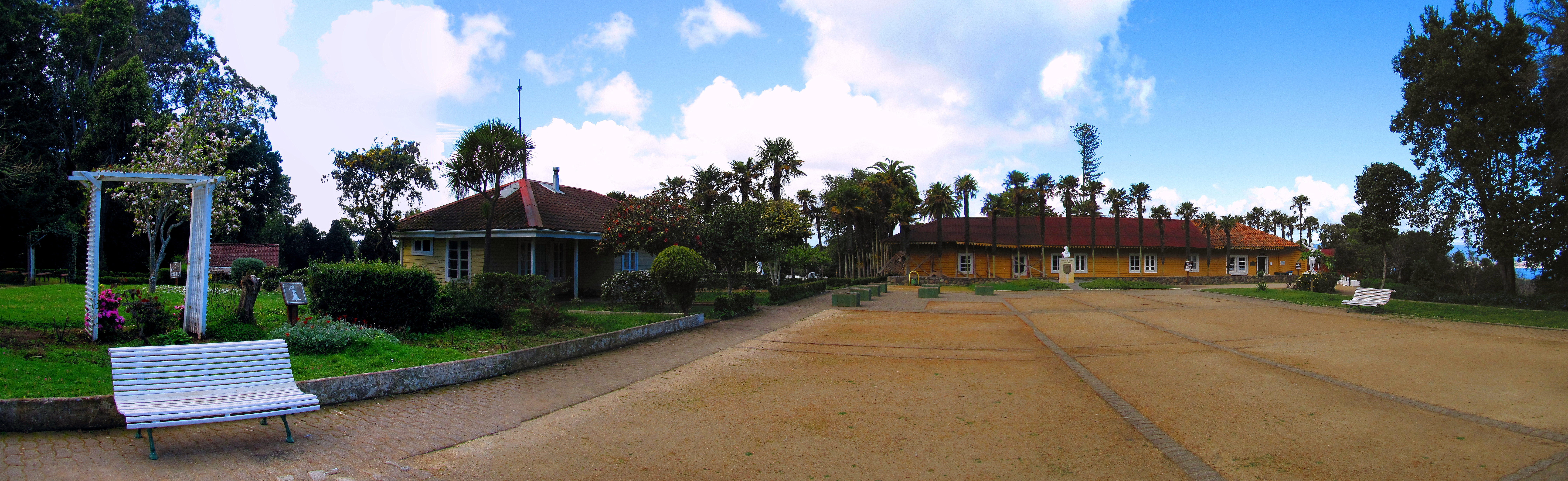
Parque-museu Pedro del Río Zañartu.

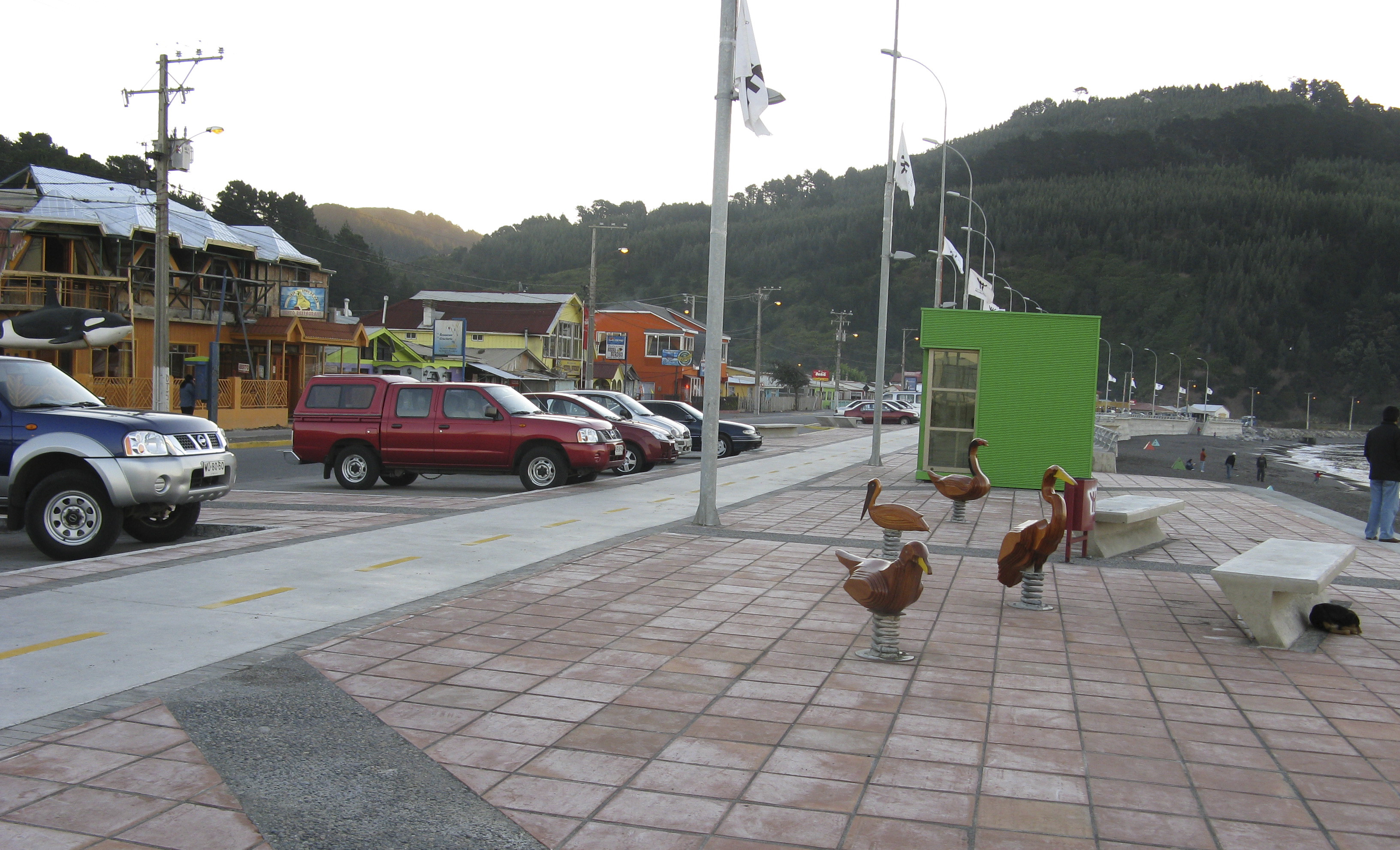
Costaneira da Caleta Lenga com alguns de seus restaurantes em 2008.

- Universidade Técnica Federico Santa María.
- Lenga e seus restaurantes.
- A foz do rio Biobío.
- ENAP refinaria de petróleo.
- Indústrias.
- O Morro Amarelo (El Cerro Amarillo).
- Escolas e liceus.
- Antigo aeródromo, que deu o nome de Lan a algumas povoações da comuna (Lan A, Lan B, Lan C).
- Praias: De Lenga (na baía de San Vicente), Rocoto, Ramuntcho.
- Supermercados e farmácias.
- SurActivo (Em português: SulAtivo).
- Estação UTFSM do Biotrén.
- Parque Pedro del Río Zañartu, e um museu.
- Clube Hípico de Concepción.[7]

## Personagens ilustres

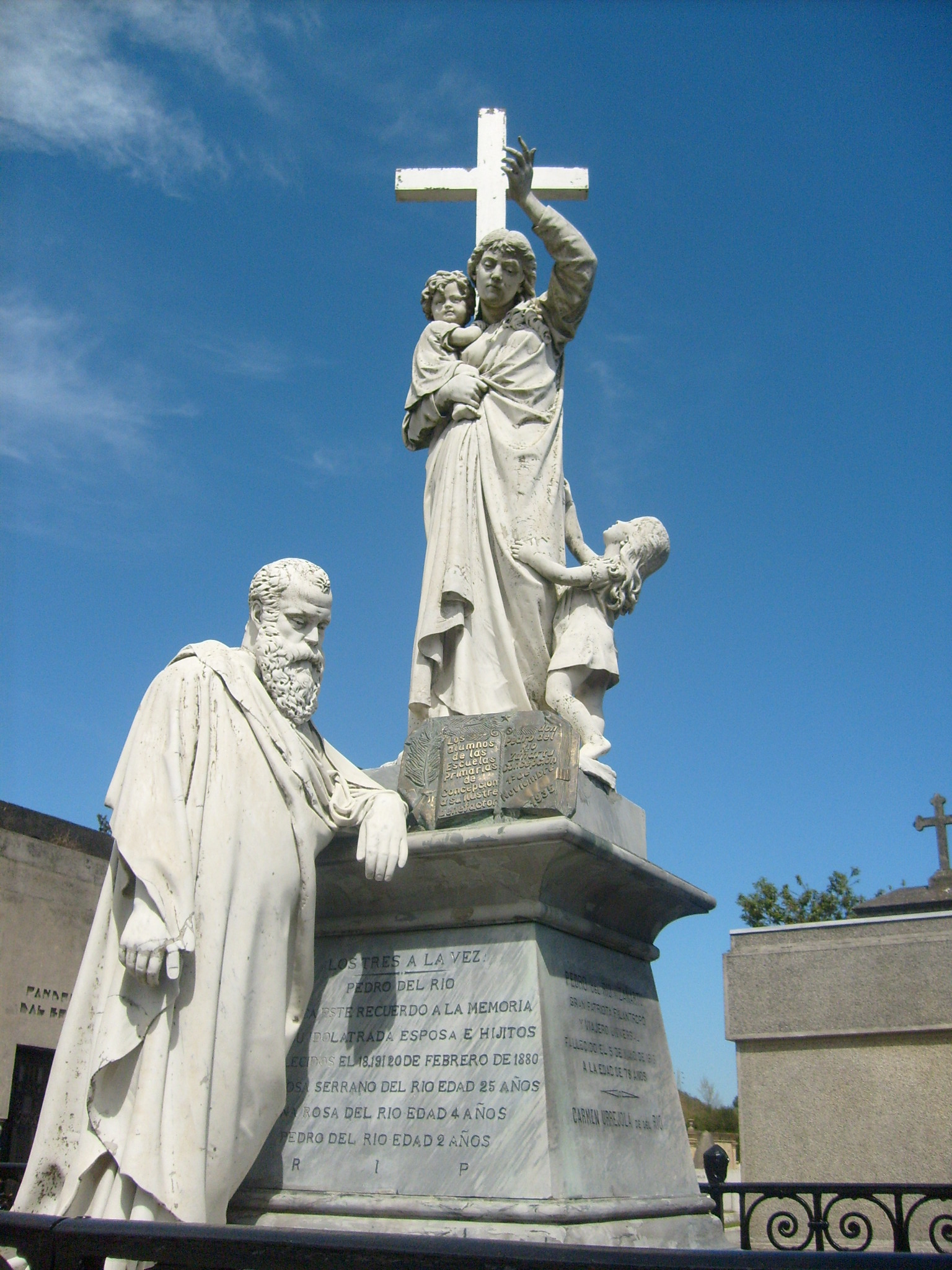
Túmulo familiar realizado por Pedro del Río Zañartu. A família Zañartu é uma das mais antigas e influentes da história hualpenina no século XX.

- Pedro Morales Flores (futebolista).
- Julio César Rodríguez (jornalista, locutor radial e apresentador de televisão).
- Los Bunkers (banda musical).
- Pedro del Río Zañartu (escritor, baleeiro, fazendeiro e empresário).
- Marcelo Rivera Arancibia (o primeiro prefeito desta comuna).
- Pedro José Del Río De La Cruz (Comissário de guerra da Segunda Divisão do Exército Patriota).
- Delfina de la Cruz Zañartu (A mulher do presidente Aníbal Pinto Garmendia).[8]
- José María de la Cruz Prieto (candidato presidencial no Chile).
- Miguel de Zañartu Santa María (criador da Declaração da Independência do Chile).
- Nicolás Gavilán (vencedor da Pasapalabra, programa de concursos da TV chilena).[9]

## Primeiros prefeitos

### 1º Marcelo Rivera Arancibia
1. Anos 2004 - 2008.
2. Anos 2008 - abril 2012 (reeleito).

### 2º Miguel Rivera Morales
Iniciou em abril de 2012; (encerrou a fins de dezembro).
1. Ano 2012.

### 3º Fabiola Lagos Lizama
1. Anos 2012 - 2016.

Resultado do sufrágio: disponível a partir de: 28 de outubro de 2012.
Iniciou em dezembro de 2012; encerrou em 2016.